# Liste der Kulturgüter in Buch am Irchel
Die Liste der Kulturgüter in Buch am Irchel enthält alle Objekte in der Gemeinde Buch am Irchel im Kanton Zürich, die gemäss der Haager Konvention zum Schutz von Kulturgut bei bewaffneten Konflikten, dem Bundesgesetz vom 20. Juni 2014 über den Schutz der Kulturgüter bei bewaffneten Konflikten sowie der Verordnung vom 29. Oktober 2014 über den Schutz der Kulturgüter bei bewaffneten Konflikten unter Schutz stehen.
Es sind weder Objekte der Kategorie A, noch Objekte der Kategorie B im Gemeindegebiet ausgewiesen, Objekte der Kategorie C fehlen zurzeit (Stand: 1. Januar 2022). Unter übrige Baudenkmäler sind weitere geschützte Objekte zu finden, die im Verzeichnis der Objekte von überkommunaler Bedeutung der kantonalen Denkmalpflege zu finden und nicht bereits in der Liste der Kulturgüter enthalten sind.

## Übrige Baudenkmäler
| ID       | Foto |                                                                                | Objekt                 | Kat.   | Typ | Standort                         | Beschreibung |
| -------- | ---- | ------------------------------------------------------------------------------ | ---------------------- | ------ | --- | -------------------------------- | ------------ |
| 02400158 | ja   | Datei hochladen · Wikidata zu Reformierte Kirche (Buch am Irchel) (Q107507770) | Reformierte Kirche     | B reg. | G   | Kirchstrasse 689118 / 267149     |              |
| 02400267 |      | Datei hochladen                                                                | Chrischonakapelle      | B reg. | G   | Hauptstrasse 688987 / 266967     |              |
| 02400315 |      | Datei hochladen                                                                | Primarschulhaus (1907) | B reg. | G   | Hauptstrasse 25a 688890 / 267059 |              |
| 02400363 |      | Datei hochladen                                                                | Bauernhaus             | C      | G   | Schmittengasse 1 688832 / 267445 |              |

Hinweise zur Legende in dieser Liste:
- Anstelle der KGS-Nummer wird als Objekt-Identifikator (ID) die Inventarnummer im Verzeichnis der Objekte von überkommunaler Bedeutung des kantonalen Denkmalschutzamtes verwendet.
- Bei den Kategorien wird wie folgt unterschieden: B kant. = Objekt von kantonaler Bedeutung (Kanton Zürich); B reg. = Objekt von regionaler Bedeutung (Kanton Zürich)